# Uda (tributario del Mare di Ochotsk)
La Uda è un fiume dell'Estremo Oriente russo (Territorio di Chabarovsk).
Nasce dal versante settentrionale della piccola catena montuosa dei monti Džagdy e scorre con direzione orientale in una valle piuttosto ampia e paludosa, sfociando successivamente nel golfo della Uda, piccola insenatura situata nella parte meridionale del mare di Ochotsk. Il maggior affluente ricevuto è la Maja, che confluisce da sinistra a pochi chilometri dalla foce; altri tributari di rilievo sono Čogar, Džana e Udychyn dalla sinistra idrografica, Ševli, Gerbikan e Galam dalla destra.
La Uda è gelata, mediamente, da fine ottobre / primi di novembre fino a maggio; i maggiori centri urbani incontrati nel suo corso sono Udskoe e, alla foce, il porto di Čumikan.